# Jacques Perrin
Jacques Perrin (n. 13 iulie 1941, Paris, Île-de-France, Franța – d. 21 aprilie 2022, Paris, Métropole du Grand Paris, Franța) a fost un actor, realizator de documentare și producător francez. A devenit cunoscut pentru filme precum Z, Cinema Paradiso și Copiii lui Monsieur Mathieu. Ca proprietar al Galatée Films, a produs lungmetraje și documentare premiate despre natură.
Activ în lumea cinematografiei franceze de mai bine de șapte decenii, și-a început cariera ca figurant în Porțile nopții de Marcel Carné, în 1946. Ultimul mare actor al epocii clasice, a devenit rapid unul dintre chipurile esențiale din noul val francez alături de actori model ai vremii precum Jean-Paul Belmondo, Jean-Claude Brialy, Jean-Pierre Léaud și Michel Piccoli. Artist complet, nu a încetat niciodată să combine diferite genuri, de la muzicaluri la filme istorice, filme de război, drame sociale și documentare.
Ca actor a câștigat Cupa Volpi pentru cea mai bună interpretare masculină la Festivalul de la Veneția în 1966 pentru Un uomo a metà. În calitate de producător, a câștigat trei premii César în 1997 și 2011 pentru două filme documentare: Microcosmos: The People of Grass și Oceane.

## Biografie
Jacques André Perrin Simonet s-a născut sub numele Jacques André Simonet la 13 iulie 1941 la Arondismentul 14 din Paris[2,3,4]. Este fiul actriței Marie Perrin[5] (al cărei nume de familie l-a adoptat ca nume de scenă) și al lui Alexandre Simonet, regizor la Comédie-Française apoi sufleor la Théâtre national populaire al lui Jean Vilar.
Din 1958, Perrin a studiat actoria la Conservatoire national supérieur d'art dramatique. După ce a devenit tânăr actor căutat la sfârșitul anilor 1950 și începutul anilor 1960, Jacques Perrin și-a făcut un renume în cinematografia de artă. La acea vreme a fost văzut mai ales în filme italiene: Fata cu valiza (1961) alături de Claudia Cardinale și Cronica de familie (1962) cu Marcello Mastroianni. Prima sa colaborare cu Costa-Gavras a fost Compartimentul ucigașilor din 1965.
Filmografia sa include unele dintre cele mai mari succese ale cinematografiei franceze: Adevărul (1960), Cronica de familie (1962), Domnișoarele din Rochefort (1967), Piele de măgar (1970), O onoare de căpitan (1982), Cinema Paradiso (1989), Frăția lupilor (2001) și Copiii lui Monsieur Mathieu (2004). A filmat sub conducerea celor mai mari realizatori ai timpului său: Marcel Carné, Pierre Schoendoerffer, Costa-Gavras, Henri G. Clouzot, Jacques Demy, Marcel Camus, Christophe Barratier, Christophe Gans, Agnès Varda și Valerio Zurlini.
La sfârșitul anilor 1960, Perrin și-a fondat propria companie de producție, Reggane Films. Contextul înființării a fost filmările thriller-ului politic Z al lui Costa-Gavras, care s-a bazat pe faptele adevărate ale unei lovituri de stat militare în Grecia. Deoarece nicio companie de producție nu a vrut să preia materialul brizant, Perrin a fondat rapid compania de producție ca unul dintre actorii principali ai filmului, care mai târziu a făcut multe filme politice de stânga și de critică socială. Ca actor și producător, a lucrat în Casă, dulce casă (1973), filmul lui Benoît Lamy despre o revoltă într-o casă de bătrâni. Filmul, în care Perrin ca asistent social și Claude Jade ca asistentă medicală au fost singurii tineri protagoniști, a câștigat 14 premii internaționale. Inspirat de acest succes, Perrin a lucrat ca producător de film. Cântând victoria, pe care l-a produs în 1976, a câștigat, ca înaintea lui Z, Oscarul pentru cel mai bun film în limbă străină în 1977, precum și numeroase alte premii. În 2002 a fost unul dintre producătorii filmului politic episodic 11 settembre 2001 despre atentatele din 11 septembrie. Filmul de aventuri Mia și leul alb, pe care l-a produs, a fost cel mai de succes film francez străin în 2019.
În plus, Perrin a lucrat ca producător și uneori și ca regizor la o serie de filme cu animale și natură de la sfârșitul anilor 1980. Filmul său cu animale Nomazii aerului – Secretul păsărilor migratoare (2001), pentru care a observat păsări sălbatice timp de trei ani, a devenit celebru.
Jacques Perrin a fost căsătorit cu Valentine Perrin, cu care a avut doi fii: Maxence Perrin (n. 1995) și Lancelot Perrin. Fiul său dintr-o relație anterioară, Mathieu Simonet, este și actor și regizor. Sora sa Eva Simonet și fiul ei Christophe Barratier sunt, de asemenea, activi în industria filmului. Perrin a fost membru al Académie des Beaux-Arts.
Jacques Perrin a decedat la Paris în 2022, la vârsta de 80 de ani. Se odihnește în Cimitirul Père-Lachaise (Diviziunea 44) din Paris.

## Filmografie selectivă

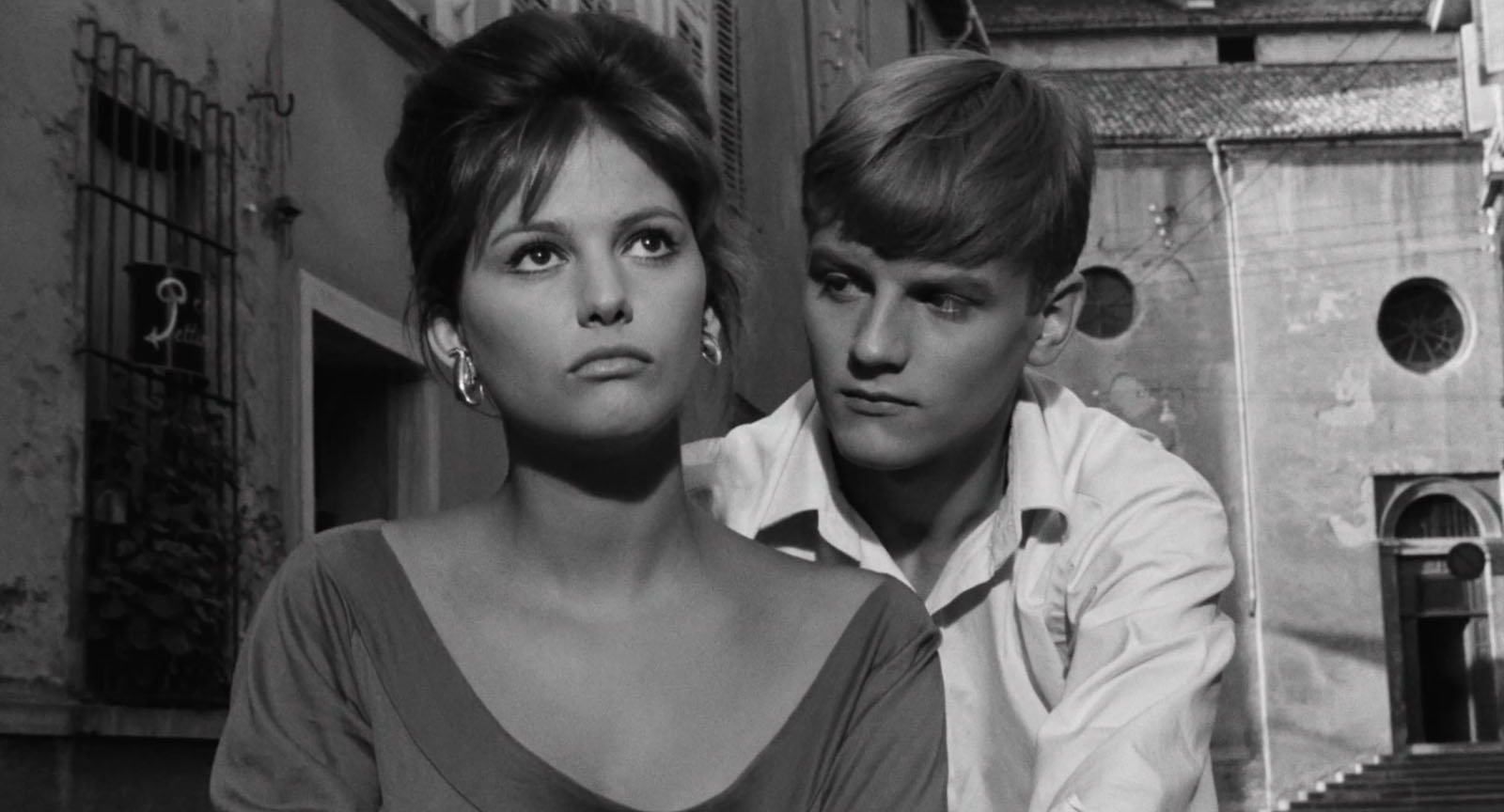
Împreună cu Claudia Cardinale în filmul Fata cu valiza (1961)

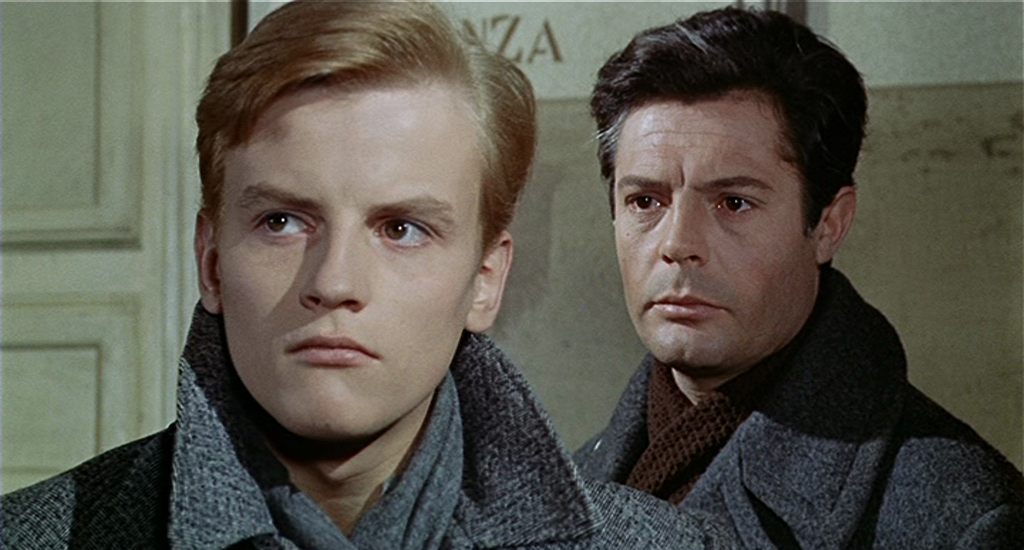
Jacques Perrin cu Marcello Mastroianni în Cronica de familie (1962), de Valerio Zurlini

### Actor de film
- 1946 Porțile nopții (Les Portes de la nuit), regia Marcel Carné (nemenționat)
- 1957 Piele de urs (La Peau de l'ours), regia Claude Boissol
- 1958 Trișorii (Les Tricheurs), regia Marcel Carné (nemenționat)
- 1959 Secerișul verde (La Verte moisson), regia François Villiers

- 1960 Adevărul (La Vérité), regia Henri-Georges Clouzot
- 1961 Fata cu valiza (La ragazza con la valigia), regia Valerio Zurlini
- 1961 Les croulants se portent bien, regia Jean Boyer
- 1962 Il sole sulla pelle (Le Soleil dans l'oeil), regia Jacques Bourdon
- 1962 Cronica de familie (Cronaca familiare), regia Valerio Zurlini
- 1963 Corupția (La corruzione), regia Mauro Bolognini
- 1963 La calda vita, regia Florestano Vancini
- 1964 Oltraggio al pudore, regia Silvio Amadio
- 1964 317º battaglione d'assalto (317eme section), regia Pierre Schoendoerffer
- 1965 Compartimentul ucigașilor (Compartiment tueurs), regia Costa-Gavras
- 1965 Trandafiri roșii pentru Angelica (Rose rosse per Angelica), regia Steno
- 1966 Linia de demarcație (La Ligne de démarcation), regia Claude Chabrol
- 1966 Un uomo a metà (Un uomo a metà), regia Vittorio De Seta
- 1967 Domnișoarele din Rochefort (Les Demoiselles de Rochefort), regia Jacques Demy
- 1967 Shock Troops (Un homme de trop), regia Costa-Gavras
- 1968 Spuma zilelor (L'écume des jours), regia Charles Belmont
- 1968 Vivre la nuit (Vivre la nuit), regia Marcel Camus
- 1969 L'américain, regia Marcel Bozzuffi
- 1969 Invitata (L'invitata), regia Vittorio De Seta
- 1969 Z, regia Costa-Gavras

- 1970 Piele de măgar (Peau d'âne), regia Jacques Demy
- 1971 Blanche, un amore proibito, regia Walerian Borowczyk
- 1972 Stare de asediu (État de siège), regia Costa-Gavras
- 1972 Strangulatorul (L'étrangleur), regia Paul Vecchiali
- 1973 Casă, dulce casă (Home Sweet Home), regia Benoît Lamy
- 1975 Secția specială (Section spéciale), regia Costa-Gavras
- 1976 Deșertul tătarilor (Il deserto dei Tartari), regia Valerio Zurlini
- 1977 L'uomo del fiume (Le Crabe-tambour), regia Pierre Schoendoerffer
- 1978 Una donna due passioni (La Part du feu), regia Étienne Périer
- 1979 L'adoption, regia Marc Grunebaum

- 1980 O robă pentru ucigaș (Une robe noire pour un tueur), regia José Giovanni
- 1981 Nesupunere (La disubbidienza), regia Aldo Lado
- 1982 I quarantesimi ruggenti (Les quarantièmes rugissants), regia Christian de Chalonge
- 1982 Onoarea unui căpitan (L'Honneur d'un capitaine), regia Pierre Schoendoerffer
- 1984 Il giudice (Le Juge), regia Philippe Lefebvre
- 1984 Anul meduzelor (L'année des méduses), regia Christopher Frank
- 1984 Cuvinte și muzică (Paroles et Musique), regia Élie Chouraqui : Yves
- 1985 Pe cuvânt de polițist (Parole de flic), regia José Pinheiro
- 1988 Cinema Paradiso (Nuovo Cinema Paradiso), regia Giuseppe Tornatore
- 1989 Vanilie roz (Vanille fraise), regia Gérard Oury

- 1990 Fuga din paradis (Fuga dal paradiso), regia Ettore Pasculli
- 1990 Cu toții sunt bine (Stanno tutti bene), regia Giuseppe Tornatore
- 1990 În numele poporului suveran (In nome del popolo sovrano), regia Luigi Magni
- 1992 L'ombre, regia Claude Goretta
- 1993 O tăcere prelungită (Il lungo silenzio), regia Margarethe von Trotta
- 1993 La corsa dell'innocente, regia Carlo Carlei
- 1994 C'è Kim Novak al telefono, regia Riki Roseo
- 1994 Montparnasse-Pondichéry, regia Yves Robert
- 1996 Tăcerea armelor (Le silence des fusils), regia Arthur Lamothe
- 1997 Love in Ambush, regia Carl Schultz
- 1998 Victor Schoelcher, l'abolition, regia Paul Vecchiali

- 2000 Scènes de crimes, regia Frédéric Schoendoerffer
- 2001 Frăția lupilor (Le Pacte des loups), regia Christophe Gans
- 2002 Ti voglio bene Eugenio, regia Francisco José Fernandez
- 2004 Copiii lui Monsieur Mathieu (Les choristes), regia Christophe Barratier
- 2005 Infernul (L'enfer), regia Danis Tanović
- 2005 Le Petit Lieutenant, regia Xavier Beauvois
- 2018 Remi, regia Antoine Blossier
- 2022 Goliath, regia Frédéric Tellier

### Realizator de documentare
- 2001 Nomazii aerului – Secretul păsărilor migratoare (Le peuple migrateur) - cu Jacques Cluzaud și Michel Debats
- 2002 L'empire du milieu du sud - cu Eric Deroo
- 2009 Oceane (Océans) - cu Jacques Cluzaud

### Producător
- 1968 Z, regia Costa-Gavras
- 1972 Stare de asediu (État de siège), regia Costa-Gavras
- 1973 Casă, dulce casă (Home Sweet Home), regia Benoît Lamy
- 1975 Secția specială (Section spéciale), regia Costa-Gavras
- 1975 Războiul din Algeria (La guerre d'Algérie), regia Yves Courrière și Philippe Monnier
- 1976 Cântând victoria (La Victoire en chantant), regia Jean-Jacques Annaud
- 1976 Deșertul tătarilor (Il deserto dei Tartari), regia Valerio Zurlini
- 1996 Microcosmos : Le Peuple de l'herbe de Claude Nuridsany și Marie Pérennou (coproducător)
- 1999 Himalaya - L'infanzia di un capo (Himalaya, l'enfance d'un chef), regia Éric Valli
- 2001 Populația migratoare (Le peuple migrateur) - anche regia, cu Jacques Cluzaud și Michel Debats
- 2002 11 settembre 2001 (11'09"01 - September 11)
- 2004 Copiii lui Monsieur Mathieu (Les choristes), regia Christophe Barratier
- 2009 L'insurgée, regia Laurent Perreau
- 2009 Oceane (Océans)
- 2016 Voyage of Time, regia Terrence Malick
- 2018 Il mistero di Donald C. (The Mercy), regia James Marsh
- 2018 Mia și leul alb (Mia et le lion blanc), regia Gilles de Maistre

## Premii și nominalizări
- Premiile Oscar
  - 1970 – Nominalizare la cel mai bun film pentru Z
  - 2003 – Nominalizare la cel mai bun documentar pentru Nomazii aerului – Secretul păsărilor migratoare
- Festivalul de la Veneția
  - 1966 – Cupa Volpi pentru cea mai bună interpretare masculină pentru Un uomo a metà
- Premiile César
  - 1997 – Cel mai bun producător perntru Microcosmos : Le Peuple de l'herbe
  - 2002 – Nominalizare la cel mai bun regizor debutant Nomazii aerului – Secretul păsărilor migratoare
  - 2011 – Cel mai bun documentar pentru Oceane
- Premiile BAFTA
  - 2005 – Nominalizare la cel mai bun actor într-un rol secundar pentru Copiii lui Monsieur Mathieu
- 2005 Étoiles d'or du cinéma français
  - Étoile d'or du producteur
- 2007 – Premiul Henri Langlois